# Frank O'Farrell
Francis O'Farrell, detto Frank (Cork, 9 ottobre 1927 – Torquay, 6 marzo 2022), è stato un calciatore e allenatore di calcio irlandese, di ruolo difensore.

## Palmarès

### Allenatore

#### Competizioni nazionali
- Second Division: 1

Leicester City: 1970-1971
- Coppa del Galles: 1

Cardiff City: 1973-1974